# Western Mining Corporation
Ne doit pas être confondu avec Western Mining (Chine).
Western Mining Corporation (WMC) est une société minière australienne fondée en 1933 et acquise en 2005 par BHP Billiton.

## Histoire
William Sydney Robinson (1876-1963), homme d'affaires, industriel et diplomate, puis  journaliste financier, né à Melbourne, qui a travaillé dans la société Burma Corporation (mines de plomb, argent et zinc), a fondé Gold Mines of Australia (GMA) en 1930 et la Western Mining Corporation (WMC) en 1933. 
Le contrôle du groupe est transféré de Londres à l'Australie en 1949, lorsque WMC s'empare de sa société-mère GEFCA. En 1958, le géologue en chef du groupe, Don Campbell, décide de commencer à re-examinner la composition en bauxite des gisements des montagnes de basse altitude dite des "Darling Ranges". C'est la découverte du gisement de bauxite des Darling Ranges, dans la région de Perth. WMC est suivi dans cette course à la bauxite par des concurrents, en juin 1961 "Alcoa of Australia" est créée par le géant américain Alcoa pour prospecter les gisements de bauxite de Darling Ranges et il implante une usine d'aluminium à Kwinana et une autre à Geelong.
En octobre 2001 Alcoa tente de racheter WMC à 10,20 dollars australiens par action mais échoue et la société se retire de la Bourse pour changer de nom et s'appeler WMC Limited and Alumina Ltd. En novembre 2004 Xstrata Capital Holdings lui fait une offre à 6,35 dollars australiens par action, augmentée ensuite à 7,20 dollars australiens par action, rejetée elles aussi. Finalement, en mars 2005 BHP Billiton fait à son tour une offre de 7,85 dollars australiens par action, acceptée en juin 2005.